# 高雄市私立南海月光實驗教育學校
高雄市私立南海月光實驗教育學校，成立於2012年，原名南海月光書院是非學校型態教育實驗機構，2017年轉型為學校型態實驗教育學校，是一所包含高中、國中、國小的K-12年一貫學制的私立實驗教育學校。2024年不續辦學校型態實驗教育。

## 外部連結
- 高雄市私立南海月光實驗教育學校網站 （页面存档备份，存于）

1. ↑  . 中央通訊社. 2024-12-29  [2025-05-29].